# Willie McGinest
William Lee McGinest Jr. (Long Beach, 11 dicembre 1971) è un ex giocatore di football americano statunitense che ha giocato nel ruolo di linebacker nella National Football League (NFL). Ha vinto tre Super Bowl con i New England Patriots e detiene il record NFL per il maggior numero di sack in carriera nei play-off.

## Biografia
Dopo avere giocato a football al college a USC, McGinest fu scelto come quarto assoluto nel Draft NFL 1994 dai New England Patriots. Fu una delle colonne della dinastia dei Patriots nella prima metà degli anni 2000, vincendo tre Super Bowl nell'arco di quattro anni, nel 2001, 2003 e 2004. Fu convocato per due Pro Bowl, nel 1995 e nel 2003.
Nel Super Bowl XXXIX, McGinest fu utilizzato in un ruolo diverso dal solito. Mentre di solito giocava come outside linebacker in una difesa di tipo 3-4, i Patriots lo spostarono nella linea difensiva come defensive end, per contrastare le corse del quarterback dei Philadelphia Eagles Donovan McNabb.
In una partita del turno delle wild card dei playoff del 2005 contro i Jacksonville Jaguars, McGinest superò due record NFL per la post-season: maggior numero di sack in una partita (4.5) e in carriera (16), superando Bruce Smith. Fu svincolato il 9 marzo 2006. I suoi 78 sack sono il terzo massimo della storia dei Patriots.

### Cleveland Browns
Il 15 marzo 2006, McGinest firmò coi Cleveland Browns, riunendosi con il capo-allenatore Romeo Crennel, ex coordinatore difensivo di New England. Firmò un contratto triennale del valore di 12 milioni di dollari. Giocò nell'Ohio per tre stagioni, mettendo a segno complessivamente 8 sack.

## Palmarès

### Franchigia
- Super Bowl : 3

New England Patriots: XXXVI, XXXVIII, XXXIX
- American Football Conference Championship: 4

New England Patriots: 1996, 2001, 2003, 2004

### Individuale
- Convocazioni al Pro Bowl: 2

1995, 2003
- PFWA All-Rookie Team - 1994

## Statistiche
| Tackle     | 582  |
| sack       | 86,0 |
| intercetti | 5    |

### Record NFL
- Maggior numero di sack nei playoff (16)
- Maggior numero di sack in una partita di playoff: 4,5 (2005)